# 磁化標的核融合
磁化標的核融合 (じかひょうてきかくゆうごう、MTF: Magnetized Target Fusion) は磁場閉じ込め方式と慣性閉じ込め方式の両方を組み合わせた核融合の形式。

## 概要
1972年にアメリカ海軍研究所のLINUS計画からMTFの研究が始まり、現在はカナダのジェネラルフュージョン社（GF社）で開発が進められる、磁場閉じ込め方式と慣性閉じ込め方式の中間に位置する方式。コンパクトトロイド（CT）プラズマによる標的を繰り返し生成し、導体ライナーの慣性によって、ローソン条件を満たすために慣性核融合よりは低い1026ions/m3のピーク密度と、磁場閉じ込め核融合より短いおよそ100μ秒の閉じ込め時間が必要とされる核融合条件まで圧縮するパルス方式。
この閉じ込め時間は標的プラズマ中の不安定性の成長時間よりも短く、圧縮装置に要求される電力も低減される。液体金属ライナーは従来の核融合研究において排熱やトリチウム増殖、構造部材の中性子束からの保護を目的としていた。かつてのLINUS計画ではCTプラズマ標的を生成し、液体金属を回転させることで、中央に生じる渦により形成される円筒状の真空の空洞へ入射することが計画されていたが、1970年代当時の技術では導体ライナーを十分な速度で圧縮できなかった。
GF社の概念はLINUSの概念を原型にしてはいるものの、ミリ秒以上の時間で液体金属ライナーの圧力を上昇させて CT プラズマを圧縮するのではなく、音響圧力波により 200μ秒以下で圧縮する点が異なる。反応容器の周囲に設置されたピストンが秒速 100mで作動することにより、液体金属中を伝播する50 - 100 MJの音響パルスを生成し、衝撃時に 2 GPa の圧力を発生させ、その衝撃波がピストンから液体金属への伝播時に音響インピーダンス比に依存するパルス伝達効果が確認される。鋼鉄と溶融鉛は同程度のインピーダンスなので90%以上のエネルギーが鉛に伝達され、個々のピストンで生成された圧力波は球の中心へ伝播する1つの圧力波へと球状に集束する。圧力強度は半径に反比例して増大しており、圧縮が断熱的であればプラズマ密度は 1026ions/m3、温度は10 keV に上昇、磁場強度は数百 T に到達し、プラズマが最大に圧縮されている滞留時間はおよそ10μ秒となってローソン条件を満たすと考えられる。